# Тринидад и Тобаго на летних Олимпийских играх 2008
Тринидад и Тобаго принимали участие в Летних Олимпийских играх 2008 года в Пекине (Китай) в шестнадцатый раз за свою историю, и завоевали две серебряных медали. Сборную страны представляло 28 спортсменов, в том числе 11 женщин.

## Серебро
- Лёгкая атлетика, мужчины, 100 метров — Ричард Томпсон.
- Лёгкая атлетика, мужчины, 4х100 метров, эстафета — Кестон Бледмэн, Марк Бёрнс, Эммануэль Калландер и Ричард Томпсон.